# Palača Babar Mahal
Babar Mahal, Baber Mahal je palača rodbine Rana v Katmanduju, glavnem mestu Nepala. Kompleks palače, ki je severno od reke Bagmati, je bil vključen v impresivno in široko paleto dvorišč, vrtov in stavb. Prvotno je bila palača pod Jung Bahadur Ranvo Thapathali Durbar, kasneje pa jo je Chandra Shumsher Jang Bahadur Rana, predsednik vlade in izvršni vodja Nepala, ločil in porušila. 

## Zgodovina
Kompleks palače je ležal v osrčju Katmanduja, severno od reke Bagmati . Zgodovina kraja je tesno povezana z zgodovino Nepala in njegovih vladarjev.

### Del Thapathali
Thapathali Durbar kompleks je zavzemal več kot 80 Ropanov, od katerih je bil del Babar Mahal. Po padcu aristokracije Thapa, je Jung Bahadur Rana začel živeti v dedkovem Thapathali Durbar. Po Bhandarkhal Parva leta 1904 po nepalskem koledarju (BS), je uspel zaseči vso neposredno premoženje svojega strica PM Mathabarsingha Thapa in dedka PM Bhimsena Thapa. Med tem prevzemom je Jung pridobil tudi kompleks Thapathali Durbar. Kot vodja vseh državnih zadev je Jung Bahadur zgradil razkošno novo palačo v kompleksu Thapathali pod vodstvom svojega kraljevega arhitekta Ranasur Bista. Po smrti Junge so palačo podedovali njegovi sinovi in žene. Leta 1942 BS, je nastal upor bratov Shamsher proti sinovom Jung Bahadur Rana, ki so na koncu izgnali Jungove sinove. Po tem je Dev Shumsher Jang Bahadur Rana pridobil to premoženje leta 1958 BS. Po izgonu Dev Shumsher Jang Bahadur Rana je palačo podedoval Chandra Shumsher Jang Bahadur Rana.

### Baber Shamsher
Po pridobitvi te nepremičnine je Chandra Shumsher Jang Bahadur Rana porušil staro palačo in zgradil novo v BS 1966/67, ki jo je zasnoval Ranasur Bista. Chandra Shumsher Jang Bahadur Rana je nato povsem novo palačo podaril svojemu sinu Baberju Shamsherju Jang Bahadurju Rani in jo poimenoval po njem.

## Pod vlado Nepala
Po padcu režima Ranov je bila palača Babar Mahal zasedena in v lasti Baber Shamsher Jang Bahadur Rana, ki jo je kasneje prodal vladi Nepala. Trenutno je palača zasedena z Oddelkom za ceste, uradom generalnih računovodij Nepala in Nepal Oil Corporation.

## Potres 2015
Palača je bila v potresu aprila 2015 v Nepalu močno poškodovana. Babar Mahal je bila označena kot nevarna in dobila rdečo nalepko. Trenutno sta Oddelek za ceste in urad generalnega direktorja Nepala začela evakuacijo. Prihodnost zgodovinske stavbe je neznana. 